# Digitaria violascens
Digitaria violascens är en gräsart som beskrevs av Heinrich Friedrich Link. Digitaria violascens ingår i släktet fingerhirser, och familjen gräs. Inga underarter finns listade i Catalogue of Life.